# 奇絶峡
奇絶峡（きぜつきょう）は、和歌山県田辺市にある景勝地。読みはきぜつきょうが一般的だが、きぜっきょうやきぜきょうと呼ばれることもある（紀南地方の発音では"きでっきょう"）。一帯は吉野熊野国立公園（田辺地域）の一部に指定されている。

## 概要

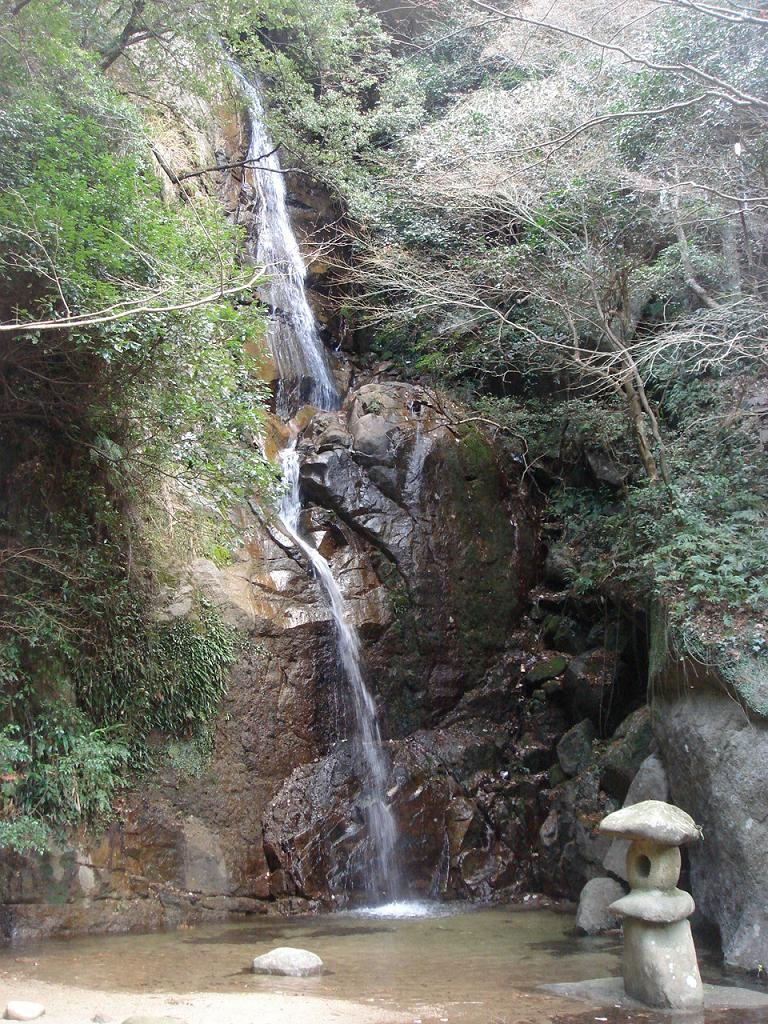
不動滝(奇絶峡)

田辺市内を流れ、田辺湾に注ぐ会津川の支流、右会津川の上流の峡谷で、河口から7kmの地点にある。約2kmに亘って両岸には絶壁が差し迫り、奇岩や巨岩が立ち並ぶ。また沿道には桜が植えられており、秋の紅葉と共に名所となっている。周辺は近畿自然歩道が整備されている。
不動明王を祀る不動滝（赤城滝）は、赤い橋を渡って間近まで行くことができる。また、滝の上100mには、堂本印象の原画を基にした不動明王の磨崖仏が彫られている一枚岩がある。
水量が多く、要所要所が深くなっているので、地元の子供たちの水泳場所としてもよく利用されている。

## 地形
会津川は奇絶峡の上流では秋津川地区を流れ、ここではなだらかな山間を緩やかに流れているが、奇絶峡では両側の山が急に迫っているために、それより下流にありながら上流域のような渓流美を見せる。また、両側の崖面から転げ降りたと思われる、巨大な転石が並んでいるのも独特の景観をもたらしている。

## 自然
標高は低いが、急傾斜の山が迫っていること、険しい岩盤が複雑な地形を作っていることから、興味深い生物相が見られる。
谷間は岩盤の上にはウバメガシを中心とする森林が、そうでない部分にはコジイとアラカシを主とする森林が発達し、深い緑に包まれる。峡谷面の上部はより乾燥した森林である。かつてはアカマツが多かったが、松くい虫の流行時にほとんどが枯れ、現在もその枯れ木がまばらに姿を見せている。所々にはカギカズラの集団も見られる。岸壁面にはさまざまなシダ類なども多く、渓流周辺にはフサナキリスゲなどの渓流植物が見られる。かつてはウチョウランが生育したとも伝えられるが、これは現在では見ることができない。

## 文化財
- 名勝「南方曼荼羅の風景地」（2015年〈平成27年10月7日指定）の一部[2]。

## 観光

### 交通アクセス
- JR紀伊田辺駅→龍神バス『奇絶峡』下車すぐ。